# Bąków (powiat wrocławski)
Bąków – wieś w Polsce położona w województwie dolnośląskim, w powiecie wrocławskim, w gminie Długołęka, 16 km na północny wschód od centrum Wrocławia i 15 km na południe od Trzebnicy.

## Podział administracyjny
W latach 1975–1998 miejscowość należała administracyjnie do województwa wrocławskiego.

## Demografia
Liczba ludności: w 1785 r. - 77 mieszkańców, w 1837 r. - 132 osoby, w 1845 r. - 142 osoby, w 1998 r. - 51 osób, w 2010 r. - 120 osób, w 2011 r. - 145 osób

## Nazwy
Pierwsza wzmianka o wsi pochodzi z 1356 roku (miejscowość Bankow). Miejscowość nazywana później również: Bunkow, Bunkey, Bunkay. W roku 1936 nazwę wsi zmieniono na Sachsenhof.